# Маслиновик
Маслиновик је мало ненасељено острво у хрватском делу Јадранског мора у Шибенском архипелагу. То је једно од 8 малих острвца која се налазе у акваторији општине Примоштен.
Острво се налази пред улазом у залив „Лука Примоштен“ око 3 км југозападно од места Примоштен. Површина острва износи 0,315 км². Дужина обалске линије је 2,74 км.. Највиши врх на острву је висок 37 метра.